# Philus globulicollis
Philus globulicollis é uma espécie de coleóptero da tribo Philiini (Philinae); distribuídos apenas na Índia.

## Sistemática
- Ordem Coleoptera
  - Subordem Polyphaga
    - Infraordem Cucujiformia
      - Superfamília Chrysomeloidea
        - Família Vesperidae
          - Subfamília Philinae
            - Tribo Philiini
              - Gênero Philus
                - Philus globulicollis (Thomson, 1860)